# Bjarne Johnsen
Bjarne Johnsen (Bergen, 27 april 1892 - Bergen, 4 september 1984) was een Noors turner.
Johnsen won tijdens de Olympische Zomerspelen 1912 met de Noorse ploeg de gouden medaille in de landenwedstrijd vrij systeem.

## Olympische Zomerspelen
| Jaar | Plaats    | Resultaten        |
| ---- | --------- | ----------------- |
| 1912 | Stockholm | team vrij systeem |